# 4004 Listʹev
4004 Listʹev (1971 SN1) là một tiểu hành tinh vành đai chính được phát hiện ngày 16 tháng 9 năm 1971 bởi Đài vật lý thiên văn Crimean ở Nauchnyj.